# 100-та легка піхотна дивізія (Третій Рейх)
100-та легка піхотна дивізія (Третій Рейх) (нім. 100. leichte-Infanterie-Division) — легка піхотна дивізія Вермахту за часів Другої світової війни. 6 липня 1942 переформована на 100-ту єгерську дивізію.

## Історія
100-та легка піхотна дивізія була створена 10 жовтня 1940 в Бад-Ішлі в XVII-му військовому окрузі (нім. Wehrkreis XVII) під час 12-ї хвилі мобілізації Вермахту.

## Райони бойових дій
- Німеччина, Австрія (жовтень 1940 — червень 1941);
- СРСР (південний напрямок) (червень 1941 — липень 1942).

## Командування

### Командири
- генерал-лейтенант Вернер Занне (нім. Werner Sanne) (10 жовтня 1940 — 6 липня 1942).

## Нагороджені дивізії
Нагороджені дивізії
|  | Кавалери Нагрудного знаку ближнього бою в золоті                                                           | 1                                          |
|  | Кавалери Золотого Німецького Хреста                                                                        | 46                                         |
|  | Кавалери Лицарського хреста Залізного хреста з Дубовим листям                                              | 1 (№ 626 оберст Франц Веллер — 23.10.1944) |
|  | Кавалери Лицарського хреста Залізного хреста                                                               | 13                                         |
|  | Кавалери Почесної відзнаки сухопутних військ «Почесна застібка на орденську стрічку для Сухопутних військ» | 16                                         |

- Нагороджені Сертифікатом Пошани Головнокомандувача Сухопутних військ (3)